# Eutettix copula
Eutettix copula är en insektsart som beskrevs av Delong 1980. Eutettix copula ingår i släktet Eutettix och familjen dvärgstritar. Inga underarter finns listade i Catalogue of Life.